# Matthew Couch
Matthew Couch (ur. 30 czerwca 1974 w Scunthorpe) – angielski snookerzysta.

## Kariera
Matthew Couch grywa w gronie profesjonalistów od 1992 roku.
Największym dotychczasowym osiągnięciem tego zawodnika było dojście do ćwierćfinału turnieju UK Championship w 1998 roku. Podczas kwalifikacji do turnieju UK Championship w 2002 roku wbił najwyższego breaka w swojej karierze - 141 punktów.
Kiedy po kilkuletniej nieobecności powrócił do Main Touru w sezonie 2008/2009, w czwartej rundzie kwalifikacji do Mistrzostw świata 2009, niespodziewanie pokonał faworyta spotkania Johna Parrotta 10-3.
Matthew Couch jest także licencjonowanym sędzią snookerowym.